# Лукас Геджес
Лукас Геджес (англ. Lucas Hedges; нар. 12 грудня 1996, Нью-Йорк, США) — американський актор, який отримав численні номінації престижних кінопремій за роль у драматичній стрічці Кеннета Лонергана «Манчестер біля моря».

## Біографія
Народився в Нью-Йорку в творчій родині: його батько режисер і сценарист Пітер Геджес, мама поетеса й акторка Сьюзен Брюс Тітман. Лукас ріс на околиці Брукліна, де закінчив приватну мистецьку школу Святої Анни. Геджес продовжив навчання в Школі мистецтв Університету Північної Кароліни.

## Кар'єра
Дебютував у комедійній драмі свого батька «Закохатися у наречену брата». У 2012 юний актор знявся у фільмі Веса Андерсона «Королівство повного місяця» та драмі «Артур Ньюман», в якому також знімались Емілі Блант і Колін Ферт. Наступного року Геджез з'явився у стрічках Джейсона Райтмана «День праці» та Террі Гілліама «Теорема Зеро». У 2014 він знову зіграв у Веса Андерсона, хоча й епізодичну роль, у комедії «Готель „Ґранд Будапешт“».
На початку 2015 актор приєднався до акторського складу кінопроєкту Кеннета Лонергана «Манчестер біля моря». Геджес отримав роль шістнадцятирічного підлітка, племінника Лі Чендлера (Кейсі Аффлек), який після смерті батька потрапив під опіку свого дядька. За участь у цій драмі Геджес отримав кілька нагород, а також став номінантом на престижні кінопремії.
На початку 2016 стало відомо, що актор приєднався до зйомок фільму Мартіна Макдо́ни «Три білборди за межами Еббінга, штат Міссурі». У тому ж році Лукас Геджес отримав роль у театрі.
У 2018 році зіграв головні ролі у драмах «Зниклий хлопчик» і «Повернення Бена», а також трагікомедії «Середина 90-х». У 2025 році виконав головну чоловічу роль у трагікомедії «Пробач, дівчинко».

## Особисте життя
У 2018 році Лукас Геджес розповів про свою сексуальну орієнтацію: «На ранніх етапах мого життя деякі з людей, якими я найбільше захоплювався, були моїми найближчими друзями чоловічої статі. Так було і в старшій школі, і я думаю, що я завжди усвідомлював це, хоча здебільшого мене приваблювали жінки», також додавши, що він існує «в цьому спектрі: не зовсім гетеросексуал, але також не гей і не обов'язково бісексуал». Пізніше він розповів про те, що був союзником ЛГБТ-спільноти, і сказав, що вважає свою сексуальність «плинним досвідом».
У 2021 році ЗМІ повідомляли про можливі стосунки Геджеса з трансгендерною акторкою Томмі Дорфман.

## Фільмографія
| Рік  |    | Українська назва                             | Оригінальна назва                         | Роль                                                 |
| ---- | -- | -------------------------------------------- | ----------------------------------------- | ---------------------------------------------------- |
| 2007 | ф  | Закохатися у наречену брата                  | Dan in Real Life                          | партнер Лілі по танцям                               |
| 2012 | тф | Поправки                                     | The Corrections                           | юний Чіп                                             |
| 2012 | ф  | Королівство повного місяця                   | Moonrise Kingdom                          | Редфорд                                              |
| 2012 | ф  | Артур Ньюман                                 | Arthur Newman                             | Кевін Ейвері                                         |
| 2013 | ф  | День праці                                   | Labor Day                                 | Річард                                               |
| 2013 | ф  | Теорема Зеро                                 | The Zero Theorem                          | Боб                                                  |
| 2014 | ф  | Убити посланця                               | Kill the Messenger                        | Іан Вебб                                             |
| 2014 | ф  | Готель «Ґранд Будапешт»                      | The Grand Budapest Hotel                  | заправник                                            |
| 2015 | с  | Ляпас                                        | The Slap                                  | Річі (5 епізодів)                                    |
| 2015 | ф  | Анестезія                                    | Anesthesia                                | Грег                                                 |
| 2016 | ф  | Манчестер біля моря                          | Manchester by the Sea                     | Патрік Чендлер                                       |
| 2017 | ф  | Леді-Птаха                                   | Lady Bird                                 | Денні                                                |
| 2017 | ф  | Три білборди за межами Еббінга, штат Міссурі | Three Billboards Outside Ebbing, Missouri | Роббі Гейз                                           |
| 2018 | ф  | Зниклий хлопчик                              | Boy Erased                                | Джаред                                               |
| 2018 | ф  | Повернення Бена                              | Ben Is Back                               | Бен                                                  |
| 2018 | ф  | Середина 90-х                                | Mid90s                                    | Єн                                                   |
| 2019 | ф  |                                              | Honey Boy                                 | Отіс Лорт                                            |
| 2019 | ф  | Хвилі                                        | Waves                                     | Люк                                                  |
| 2020 | ф  |                                              | French Exit                               | Малкольм Прайс                                       |
| 2020 | ф  | Нехай говорять                               | Let Them All Talk                         | Тайлер                                               |
| 2021 | с  |                                              | The Premise                               | Джессі Вілер (Епізод: "The Ballad of Jesse Wheeler") |
| 2024 | ф  | Ширлі                                        | Shirley                                   | Роберт Готтліб                                       |
| 2025 | ф  | Пробач, дівчинко                             | Sorry, Baby                               | Гевін                                                |